# Política industrial verde
Política industrial verde (GIP, em inglês) é uma política governamental estratégica que visa acelerar o desenvolvimento e o crescimento das indústrias verdes para fazer a transição para uma economia de baixo carbono. A política industrial verde é necessária porque indústrias verdes, como energia renovável e infraestrutura de transporte público de baixo carbono, enfrentam altos custos e muitos riscos em termos de uma economia de mercado. Portanto, precisam de apoio do setor público na forma de política industrial até que se tornem comercialmente viáveis.
Cientistas da natureza alertam que uma ação imediata deve ocorrer para qu se reduzam as emissões de gases de efeito estufa e se mitiguem os efeitos da mudança climática. Cientistas sociais argumentam que a mitigação da mudança climática requer intervenção do Estado e reforma da governança. Assim sendo, os governos utilizam a GIP para abordar as questões econômicas, políticas e ambientais da mudança climática. A GIP é propícia à transformação econômica, institucional e tecnológica sustentável. Vai além da estrutura econômica de livre mercado para abordar falhas de mercado e problemas de comprometimento que impedem o investimento sustentável. Uma GIP eficaz constrói apoio político para a regulamentação do carbono, que é necessária para a transição para uma economia de baixo carbono. Muitos governos usam diferentes tipos de GIP que levam a diversos resultados.
A GIP e a política industrial são semelhantes, embora aquela primeira tenha desafios e objetivos únicos. A GIP enfrenta o desafio particular de conciliar questões econômicas e ambientais. Ela lida com um alto grau de incerteza sobre a rentabilidade do investimento verde. Além disso, aborda a relutância da indústria em investir no desenvolvimento verde e ajuda os governos atuais a influenciar futuras políticas climáticas.
A GIP oferece oportunidades de transição energética para fontes renováveis e uma economia de baixo carbono. Um grande desafio para a política climática é a falta de apoio da indústria e do público, mas a GIP cria benefícios que atraem apoio para a sustentabilidade. Pode-se criar uma gestão estratégica de nicho e gerar uma "espiral verde" ou um processo de feedback (estímulo e resposta) que combina interesses industriais com política climática. A GIP pode proteger funcionários em indústrias emergentes e em declínio, o que aumenta o apoio político para outras políticas climáticas. Precificação do carbono, transições de energia sustentável e reduções nas emissões de gases de efeito estufa têm maiores chances de sucesso à medida que o apoio político aumenta. A GIP está intimamente associado à recuperação verde, um conjunto de diretrizes políticas para lidar com os efeitos econômicos do COVID-19 e os efeitos ambientais da mudança climática, incentivando a expansão da energia renovável e o crescimento do emprego verde. No entanto, a GIP enfrenta muitos riscos. Alguns riscos incluem: escolhas ruins do governo sobre quais setores apoiar; captura política da política econômica; recursos desperdiçados; ação ineficaz para combater as mudanças climáticas; formulação pobre de política que carece de objetivos políticos e estratégias de saída; disputas comerciais; e falha de coordenação. Medidas estratégicas podem ser tomadas para gerir os riscos de uma GIP. Dentre alguns, se incluem: comunicação, transparência e responsabilidade dos setores público e privado; política com objetivos claros, técnicas de avaliação e estratégias de saída; aprendizagem de políticas e experimentação de políticas; gerenciamento de aluguel verde; instituições fortes; e imprensa livre.
Governos de vários países, estados, províncias, territórios e cidades usam diferentes tipos de política industrial verde. Instrumentos políticos distintos levam a resultados distintos. Os exemplos incluem políticas de nascer e pôr do sol, subsídios, pesquisa e desenvolvimento, requisitos de conteúdo local, tarifas feed-in, créditos fiscais, restrições à exportação, mandatos do consumidor, regras de compras públicas verdes e padrões de portfólio renovável.

## Comparação com a política industrial
GIP e política industrial (PI, em inglês) tradicional trazem semelhanças. Ambas buscam promover o desenvolvimento de indústrias e a criação de novas tecnologias. Cada abordagem também envolve a intervenção do governo na economia para tratar de questões econômicas e falhas de mercado. Ambas usam abordagens políticas semelhantes, como subsídios de pesquisa e desenvolvimento e créditos fiscais. Além disso, elas enfrentam riscos comparáveis, como falha na implementação que ocorre quando o governo não monitora a política adequadamente. Além disso, as duas estão relacionadas porque formuladores de políticas podem usar informações de PI anteriores ao projetar e implementar a GIP. Essas ou esses formuladores de políticas podem aplicar o aprendizado de políticas e lições extraídas dos fracassos e sucessos da PI à GIP para reduzir seus riscos. Por exemplo, uma lição importante da PI é que o que funciona para uma região não funcionará necessariamente para outra. Portanto, quem formula as políticas não pode adotar políticas diretamente de uma região diferente, pois devem abordar o contexto local de uma área para garantir o sucesso. Em geral, as duas abordagens têm muitas coisas em comum.
No entanto, a GIP difere significativamente da política tradicional porque aborda questões ambientais, em especial. A economia atual se concentra em benefícios privados, como lucratividade imediata, em vez de benefícios sociais, como redução da poluição. Uma vez que o investimento verde tem menos benefícios privados que benefícios sociais, a GIP lida com o único problema de compromisso de que a lucratividade do investimento verde é altamente incerta, de modo que as empresas relutam em investir. Como resultado, os governos usam a GIP para promover investimentos verdes. O sucesso futuro da política ambiental, como a política de tributação do carbono, depende da futura disponibilidade de energia renovável. O investimento atual é a única maneira de garantir a disponibilidade futura, e a GIP aborda esse fato. A tecnologia verde eficiente e acessível também facilitará politicamente a adoção de futuras políticas de baixo carbono. Por fim, uma transição para uma economia de baixo carbono depende do investimento atual e, como tal, depende do PIB.

## Transições energéticas
A persistência de uma economia baseada no carbono levou a uma dependência de trajetória ambientalmente destrutiva, e as transições de energia são vitais para desviar desse problema. O gerenciamento estratégico de nicho oferece uma oportunidade para transições energéticas. Novas tecnologias sustentáveis não podem competir imediatamente no mercado com tecnologias insustentáveis existentes devido à dependência de trajetória. Inovações verdes que não são imediatamente lucrativas são vitais para induzir o desenvolvimento sustentável e atingir as metas sociais de mitigação das mudanças climáticas. Assim, os governos devem criar nichos tecnológicos e usar formas de GIP para subsidiar e nutrir nichos tecnológicos a fim de garantir o desenvolvimento de inovações verdes. Os nichos técnicos fornecem espaço protegido para desenvolvimento sustentável inovador que co-evolui com as práticas do usuário, estruturas regulatórias e tecnologia. A dinâmica coevolucionária é necessária para uma inovação de nicho bem-sucedida: vários atores de várias camadas devem trabalhar juntos para transições sustentáveis. As redes sociais são essenciais para o desenvolvimento desse nicho, já que muitos stakeholders levam a muitos pontos de vista, mais comprometimento, recursos e inovação.
Modelos de urbanização sustentável nas cidades são exemplos de gestão estratégica. Nesses casos, os governos municipais e as redes sociais ajudam a criar espaços de teste em pequena escala que permitem a inovação tecnológica e social, como o desenvolvimento da tecnologia do carro elétrico e o incentivo ao compartilhamento de carros. No geral, os carros elétricos não se tornaram uma norma na indústria automobilística. No entanto, se um nicho tecnológico emerge com sucesso no mercado, ele pode se transformar em um nicho de mercado e solidificar seu lugar na indústria e no regime sócio-técnico. Por sua vez, o regime, ou a indústria, influenciam o panorama geral, o que pode alterar o clima económico e induzir transições energéticas sustentáveis. De tal modo que a gestão estratégica, junto à GIP, podem quebrar a dependência de trajetória e solidificar o lugar das tecnologias verdes nos mercados e na sociedade.
A política industrial verde pode induzir uma espiral verde e também quebrar a dependência da trajetória. Os economistas veem a precificação do carbono como a abordagem mais atraente para a mitigação da mudança climática, mas sua opinião ignora o custo político da adoção radical da precificação do carbono e sua falta de viabilidade política. Consequentemente, a adoção imediata da precificação do carbono muitas vezes falha, e os esquemas de precificação do carbono muitas vezes se adaptam às demandas dos poluidores, o que os torna ineficazes. A GIP aborda a questão da falta de viabilidade política por meio da espiral verde.
Espiral verde significa que as abordagens para GIP e precificação de carbono são mais eficazes quando os formuladores de políticas as produzem em uma sequência para aumentar o apoio à política climática ao longo do tempo e encorajar uma resposta positiva. A GIP incentiva aumentos no apoio político, uma vez que contribui para o crescimento de um cenário político de coalizões e interesses, como entre empresas de energia renovável e investidores, que se beneficiam da transformação energética. Essas alianças e interesses geram apoio político para a GIP, mesmo quando indústrias insustentáveis podem se opor à ela. Eles também se tornam aliados políticos durante o desenvolvimento de políticas climáticas mais rígidas que afetam negativamente os poluidores. Assim, a GIP cria um feedback positivo. A GIP inicial ajuda as indústrias verdes a se expandirem e, quanto mais elas se expandem, mais se aumenta o suporte para sistemas de energia descarbonizados e mais fácil se torna a aplicação de políticas climáticas mais rígidas. Uma espiral verde torna a sustentabilidade viável, atrativa e lucrativa para as indústrias, o que estimula a adoção de técnicas de negócios sustentáveis. Por exemplo, tarifas feed-in criam incentivos diretos para o crescimento de grupos da indústria verde e podem impulsionar mudanças sustentáveis em investimentos e receitas. Essas mudanças criam suporte para a experimentação de políticas e tecnologias e induzem o progresso em direção à transformação de todo o sistema. Uma espiral verde pode criar transições energéticas renováveis e reduzir os custos políticos dessas transições.

### Benefícios ambientais
A GIP não cria imediatamente uma transformação radical para uma economia verde, mas representa passos práticos em direção a ela, e as transições energéticas são um de seus principais objetivos. Sem a intervenção do governo na economia, é improvável que o mercado atual faça a transição para uma economia de baixo carbono. A GIP também aumenta o apoio político para futuras políticas climáticas. Portanto, a GIP tem potencial para gerar benefícios ambientais. As tecnologias verdes emitem menos gases de efeito estufa (GEE) e usam menos recursos ou economizam os próprios recursos renováveis. A maioria dos cientistas da natureza concorda que uma enorme redução nos GEEs é essencial para mitigar os efeitos das mudanças climáticas, como aumento das temperaturas globais, secas, inundações, eventos climáticos extremos, doenças, escassez de alimentos e extinção de espécies. Tendo em vista que a GIP pode reduzir as emissões de GEE, ela pode proteger o meio ambiente e, por sua vez, preservar a saúde, a segurança e a proteção dos seres humanos e de outras espécies. Nem todas as políticas industriais verdes são bem-sucedidas em reduzir as emissões, mas alguma forma de falha é inevitável nas esferas política e econômica, e os governos aprendem com as falhas para melhorar a política futura.

### Benefícios a trabalhadores
A GIP cria políticas de nascer e pôr do sol que produzem benefícios para os funcionários. As políticas de nascer do sol visam estabelecer e desenvolver novas tecnologias ou desenvolver setores verdes e criar novas oportunidades de emprego em indústrias verdes. Por exemplo, o investimento de uma GIP em pesquisa e desenvolvimento ajudou a desenvolver o setor de energia renovável na Alemanha. A GIP levou a uma indústria alemã de energia renovável à uma expansão, que hoje a leva a empregar mais de 371.000 pessoas, o dobro do número de empregos disponíveis em 2004. O investimento em inovação também pode aumentar o crescimento econômico, de modo a se gerar muitos outros benefícios, como disponibilidade de empregos, estabilidade no emprego e aumento de salários. Por outro lado, as políticas de desativação apoiam as indústrias em declínio para permitir uma transição econômica suave das indústrias de uso intensivo de energia para as sustentáveis. As políticas de desativação são custosas, mas muitas vezes são um requisito para a aceitabilidade política das transições energéticas. Os exemplos incluem esquemas de reciclagem para trabalhadores em indústrias em declínio, financiamento para ajustar tecnologias de produção para torná-las mais sustentáveis e redes de segurança social, incluindo seguro-desemprego.

## Riscos
Tanto defensores quanto céticos da GIP reconhecem que ela envolve inúmeros riscos. Os argumentos contra a GIP afirmam que os governos não podem fazer escolhas práticas sobre quais empresas ou setores apoiar e, consequentemente, cometerão erros e desperdiçarão recursos valiosos. Além disso, a GIP levanta preocupações sobre rent-seeking e captura regulatória. A intervenção do governo nos mercados pode criar um comportamento de busca de renda - ou a manipulação da política para aumentar os lucros - de modo que a GIP poderia ser movido por preocupações políticas em vez de econômicas. Os subsídios são particularmente propensos à busca de renda, pois interesses especiais podem gerar lobby intenso para manter os subsídios, mesmo quando não são mais necessários, enquanto contribuintes que desejem abolir os subsídios têm menos recursos para fazer lobby. A captura política da política econômica leva a uma relutância em abandonar uma política fracassada ou cara e, quando se ocorre rentismo, tal política está fadada a ser ineficaz, levando a desperdício de recursos.
Desenhos inadequados de política também podem levar ao fracasso da GIP. A falha é provável se a GIP não tiver objetivos claros, referências para medir o sucesso, monitoramento próximo e estratégias de saída. Por exemplo, o governo dos EUA financiou parcialmente a Solyndra, uma empresa de eficiência energética no estado da Califórnia. O financiamento veio de uma política mal planejada e experimentou a captura política, o que levou ao seu fracasso.
A GIP também não é uma solução imediata, logo céticos argumentam que constitui ação inefetiva para no que concerne à mudança climática.
Disputas comerciais são outro risco, já que a GIP criou uma nova vertente de conflitos comerciais e ambientais dentro da Organização Mundial do Comércio (OMC). Por exemplo, políticas com requisitos de conteúdo local têm induzido a várias disputas comerciais.
Finalmente, a falha de coordenação é um risco significativo, pois a inovação verde requer coordenação interagências, intersetorial e público-privada, que pode ser difícil de se produzir e requerir instituições fortes. Assim, existem vários problemas potenciais da GIP, bem como várias abordagens para lidar com os riscos.

### Abordagem dos riscos
Embora proponentes das GIP discutam várias maneiras de mitigar os riscos, é importante observar que alguns casos de segmentação de empresas ou setores empresariais inadequados serão inevitáveis porque algum grau de falha é inerente ao esforço da GIP. O lucro não pode medir o sucesso; em vez disso, o sucesso ocorre com a criação de externalidades ambientais e tecnológicas. Os governos podem tomar várias medidas para reduzir os riscos e garantir o sucesso. Por exemplo, eles podem fazer escolhas suficientes sobre quais setores ou empresas apoiar para evitar o fracasso. Os governos também podem evitar equívocos no uso de instrumentos políticos se fizerem experimentos em partes selecionadas do país antes de aplicar políticas em todo um país. Processos de formação concernentes à política industrial e à GIP também convergem à adoção de medidas políticas adequadas.
O rent-seeking pode ser um problema, mas a criação de renda atrai investidores para campos de tecnologia verde de risco. A gestão das locações pode evitar o problema a partir da determinação da quantidade correta de lucro, oferecendo incentivos de lucro de forma adequada e retirando-os quando os mercados puderem funcionar por conta própria. Os governos também devem trabalhar com o setor privado, e os dois devem ter um interesse mútuo e compreensão das questões que cada um procura abordar, embora os governos devam evitar sua captura pelo setor privado. Monitoramento independente do progresso político, instituições fortes, agências de proteção ao consumidor e uma imprensa livre podem lidar com o risco de captura política. Além disso, objetivos claros, monitoramento consistente, técnicas de avaliação e estratégias de saída podem fortalecer as políticas. As políticas podem evitar disputas comerciais por meio do processo de aprendizado de políticas e da adesão às regras da OMC. Os formuladores de políticas também podem evitar a GIP ineficaz por meio da criação de uma coalizão política transparente e responsável de atores, nos quais se incluem parcerias público-privadas, alianças empresariais e sociedade civil. Uma coalizão forte também aborda falhas de coordenação. Os riscos extras das opções da GIP podem evitar custos futuros ao aumentar o progresso em direção a cortes mais ambiciosos nas emissões. Como resultado, a GIP que é politicamente ótima pode ser economicamente ótima no longo prazo, mesmo que sofra ineficiências imediatas.

## Exemplos
A seção seguinte inclui exemplos de políticas industriais verdes (GIPs).

### Subsídios
Subsídios ajudam a compensar os custos privados dos investimentos verdes. Os subsídios para um setor-alvo são a forma mais comum de GIP. A OMC define três tipos de subsídios governamentais. O primeiro são as transferências governamentais ou transferências privadas mandatadas pelo governo que criam despesas orçamentárias. O segundo são os programas que fornecem bens ou serviços abaixo do custo, e o terceiro são as políticas regulatórias que criam transferências de uma pessoa ou grupo para outro. A Agência Internacional de Energia prevê que os subsídios para energia verde aumentarão para quase US$ 250 bilhões em 2035, em comparação com US$ 39 bilhões de 2007. Os subsídios contribuíram diretamente para o crescimento das indústrias de energia renovável, e os benefícios positivos se espalharam globalmente à medida que o custo das energias renováveis diminuiu constantemente. A OMC tem regras que restringem os subsídios para evitar o rentismo.

### Pesquisa e desenvolvimento
Pesquisa e desenvolvimento (P&D) é um instrumento essencial da GIP porque gera tecnologias verdes. Um exemplo de P&D verde é a agência científica United States Geological Survey (USGS), que faz parte do governo dos Estados Unidos. Recebe financiamento do governo para o USGS Climate R&D Program, que busca mitigar as complexas questões da mudança climática. Outro exemplo é o Programa de Pesquisa e Desenvolvimento de Energia, administrado pelo governo federal canadense. Ele fornece financiamento de P&D para departamentos e agências federais, tais como a Agriculture and Agri-Food Canada e a Transport Canada. O governo federal incentiva os departamentos e agências a colaborar com o setor privado, organizações internacionais, universidades e governos provinciais e municipais. Semelhante ao programa americano, o objetivo do programa canadense é criar um futuro energético sustentável.

### Requisitos de conteúdo local
Os requisitos de conteúdo local (RCLs) significam que, no processo de produção, os produtores devem obter uma certa porcentagem mínima de bens, mão de obra ou serviços de fontes locais. Ontário, Canadá, aprovou uma legislação com requisitos de conteúdo local em 2009, chamada Lei de Energia Verde e Economia Verde. Seus objetivos eram expandir a produção e o uso de energia renovável, promover a conservação de energia e criar novos empregos verdes. A Lei exigia o uso de materiais feitos em Ontário em geradores de eletricidade renovável, como parques eólicos e solares, para que os geradores fossem elegíveis para subsídios do governo. Assim, se criou muitos empregos, reduziu as emissões de GEEs e expandiu amplamente a indústria de energia renovável em Ontário. O Japão e a União Européia contestaram os requisitos, e a OMC decidiu que Ontário deveria remover os RCLs da Lei. A disputa comercial e sua decisão na OMC tiveram efeitos adversos em Ontário, pois o apoio à inovação verde diminuiu e, em todo o mundo, muitos países que usaram RCLs em GIPs bem-sucedidos aprenderam que os RCLs violam regulamentos da OMC.

### Feed-in tariffs
Feed-in tariffs (FITs) são uma série de políticas que criam incentivo financeiro de longo prazo para a geração de energia renovável. Existem diferentes versões de FITs. Em uma dessas versões, oferece-se um preço fixo para energias renováveis, e o preço geralmente é mais alto do que a taxa de mercado para energia não renovável. A garantia de preço fixo neutraliza o aumento dos custos que os produtores de energia renovável experimentam, e a eliminação de uma desvantagem de custo incentiva o investimento e a inovação. A abordagem FIT da Alemanha recebeu aclamação mundial ao transformar a Alemanha em um líder em energia renovável.

### Isenções fiscais e incentivos
Existem vários incentivos fiscais verdes disponíveis para que indivíduos e empresas criem os incentivos financeiros para ações ecologicamente conscientes. Vários países têm créditos fiscais para veículos elétricos, incluindo Canadá, Estados Unidos, Austrália e países da Europa. Nos Estados Unidos, a Seção 30D do Internal Revenue Code fornece um crédito fiscal para veículos elétricos plug-in, sendo o valor total do crédito disponível US$ 7.500. Na Bélgica, a taxa de registro de veículos não se aplica a carros elétricos e híbridos plug-in. Além disso, as empresas com automóveis de emissão zero têm uma taxa de dedutibilidade de 120 por cento. Vários outros países europeus têm isenções de impostos relacionadas a carros, incluindo Áustria, Bulgária, República Tcheca, Dinamarca, Finlândia, França, Alemanha, Grécia, Hungria, Irlanda, Itália, Luxemburgo, Holanda, Portugal, Romênia, Eslováquia, Espanha, Suécia e Reino Unido.

### Restrições de exportação
As restrições à exportação envolvem a inibição das exportações de um recurso com o objetivo de aumentar a competitividade de uma indústria doméstica que dependa desse recurso. Os limites usam impostos ou cotas, ou uma combinação desses. A China restringiu a exportação de minerais e elementos de terras raras e argumentou que as restrições restringem a produção, o que diminui os danos ambientais. As limitações são para o benefício econômico da China, mas extrair e refinar os recursos de fato causa danos ambientais, então a política protege o meio ambiente. No entanto, as restrições à exportação podem distorcer o mercado comercial e afetar negativamente os consumidores estrangeiros, o que pode levar a desafios para a OMC.

### Diretivas
Diretivas de energia renovável exigem que as empresas ou consumidores produzam ou vendam uma certa quantidade de energia a partir de fontes renováveis. O Esquema de Energia Renovável de Pequena Escala da Austrália é um exemplo de incentivo para cidadãos individuais e empresas de pequena escala instalarem sistemas de energia renovável, como sistemas solares em telhados. Quanto à Meta de Energia Renovável em Grande Escala, parte da política do país, requer-se um aumento na geração anual de eletricidade renovável. Da energia que os revendedores de eletricidade fornecem, 12,75% devem ser renováveis para serem elegíveis para subsídios. Os consumidores australianos de eletricidade pagam pelos subsídios que sustentam o esquema.

### Compras públicas verdes
Compras públicas verdes (CPV) ocorrem quando os governos obtêm bens, obras e serviços que são sustentáveis e ecologicamente benéficos. As regras incentivam o setor público a comprar produtos e suprimentos ecológicos, como computadores energeticamente eficientes, papel reciclado, serviços de limpeza ecológicos, veículos elétricos e energia renovável. Essas regras podem impulsionar a inovação verde e gerar economia financeira. Além disso, CPVs podem gerar crescimento econômico e aumentar as vendas das eco-indústrias. Um exemplo de CPV é a A Plan for Public Procurement: food and catering no Reino Unido, plano que incentiva a aquisição sustentável de alimentos para o setor público e seus fornecedores e estabelece horizontes para metas e resultados específicos. A política aborda questões como uso de energia, água e resíduos, sazonalidade, bem-estar animal e comércio justo.

### Padrões de portfólio renováveis
Padrões de portfólio renováveis (PPR) são diretivas regulatórias que apoiam o aumento da produção de energias renováveis. As normas estabelecem uma quantidade mínima para a produção anual de energia renovável. Em Michigan, nos Estados Unidos, a Lei de Energia Limpa, Renovável e Eficiente de 2016 exige que os fornecedores de eletricidade aumentem seu fornecimento de energias renováveis de 10% em 2015 para 15% em 2021, com uma exigência provisória de 12,5% em 2019 e 2020. Nos Estados Unidos, PPRs estaduais impulsionaram o desenvolvimento de energia renovável. O desenvolvimento motivado por PPRs foi responsável por 60% do mais recente desenvolvimento renovável americano em 2012.